# Colostygia miata
Colostygia miata är en fjärilsart som beskrevs av Jacob Hübner 1796-1799. Colostygia miata ingår i släktet Colostygia och familjen mätare. Inga underarter finns listade i Catalogue of Life.